# Aegirocassis
Aegirocassis is een geslacht van uitgestorven geleedpotigen die behoren tot de familie Hurdiidae en die 480 miljoen jaar geleden leefde tijdens het vroege Ordovicium. Het is bekend van de enige soort Aegirocassis benmoulai. Van Roy startte een wetenschappelijke studie van het fossiel, het vroegst bekende van een gigantische filtervoeder die tot nu toe is ontdekt. Aegirocassis wordt verondersteld te zijn geëvolueerd uit vroege roofzuchtige radiodonten. Dit dier wordt gekenmerkt door zijn lange, naar voren gerichte kop skleriet en de endieten op zijn frontale aanhangsels die grote hoeveelheden baleinachtige hulpstekels droegen. Dit dier evolueerde filtervoedende eigenschappen en was hoogstwaarschijnlijk het resultaat van de Grote Ordovicium Biodiversificatie-gebeurtenis, toen veranderingen in de omgeving een diversificatie van plankton veroorzaakten, wat op zijn beurt de evolutie mogelijk maakte van nieuwe suspensie-voedende levensvormen. Naast een naamloze hurdiide uit Wales, de dinocaridide Mieridduryn uit het Midden-Ordovicium, en de hurdiide Schinderhannes uit het Devoon is deze radiodont een van de weinige bekende dinocarididen die bekend zijn uit post-Cambrische rotsen.

## Ontdekking
Een fossiel van Aegirocassis benmoulai uit de biota van Fezouata, Marokko, werd ontdekt door Mohamed Ben Moula, een fossielenverzamelaar die zijn zeldzame kenmerken herkende en het onder de aandacht bracht van een professionele paleontoloog, Peter Van Roy, aan de Universiteit Gent in België.
De typesoort is Aegirocassis benmoulai. De geslachtsnaam betekent de 'helm van Aegir'. De soortaanduiding eert Ben Moula als ontdekker.

## Beschrijving
Aegirocassis benmoulai was de grootste bekende radiodont en het grootste dier dat leefde in deze periode, en de lengte werd beschreven als meer dan twee meter in het wetenschappelijke tijdschrift Nature.
Het fossiel is bewaard gebleven met uitzonderlijke driedimensionale details, in tegenstelling tot de meeste andere radiodonte fossielen, waarin de dieren zijn afgeplat. De kwaliteit van driedimensionale conservering heeft licht geworpen op de aard van radiodonte rompflappen. Elk rompsegment van het exemplaar van Aegirocassis benmoulai heeft zowel een ventrale als een dorsale paar flappen. Verschillende details die duidelijk in het specimen te zien waren, leidden tot een beoordeling en herbeoordeling van onderzoek van bestaande exemplaren en, belangrijker nog, tot de conclusie dat het ventrale paar homoloog is met geleedpotige endopoden (ledemaatachtige binnentakken) en lobopodische ledematen (lobopoden), en het dorsale paar is homoloog met de flappen van lobopodische kieuwen en uitgangen (kieuwachtige buitenste takken) van de geleedpotige birameuze ledemaat. Deze ontdekking ontdekte ook dat andere hurdiide radiodonten zoals Peytoia en Hurdia ook een dorsaal paar flappen hadden.
Frontale aanhangsels van Aegirocassis hadden vijf endieten en elke endieten hadden ongeveer tachtig setae-achtige hulpstekels. Deze stekels zijn naar schatting gebruikt als gaas voor filtervoeding. Het was waarschijnlijk in staat mesozooplankton te consumeren dat ongeveer even groot was als de andere filtervoedende radiodont Tamisiocaris, die kon vangen. De stekels op de frontale aanhangsels van Aegirocassis zijn echter naar binnen gericht, waardoor de stekels elkaar tot op zekere hoogte konden overlappen, waardoor meer controle over de grootte van het filtergaas mogelijk was. Dit heeft geleid tot de schatting dat Aegirocassis zich mogelijk heeft gevoed met grotere reeksen zoöplankton dan Tamisiocaris. Bovendien heeft het grote schild (H-element) mogelijk geholpen om de voedingsstroom naar de frontale aanhangsels te leiden. Ogen en monddeel (orale kegel) zijn niet bekend van Aegirocassis. Omdat het waarschijnlijk een filtervoeder was, miste Aegirocassis waarschijnlijk een hard mondstuk en had het een flexibel mondstuk, wat verklaart waarom de mondstructuren niet bewaard zijn gebleven.